# Anomodon curtipendulus
Anomodon curtipendulus là một loài rêu trong họ Thuidiaceae. Loài này được (Timm ex Hedw.) Hook. & Taylor mô tả khoa học đầu tiên năm 1818.